# Ermida de São Brás (Ponta Delgada)

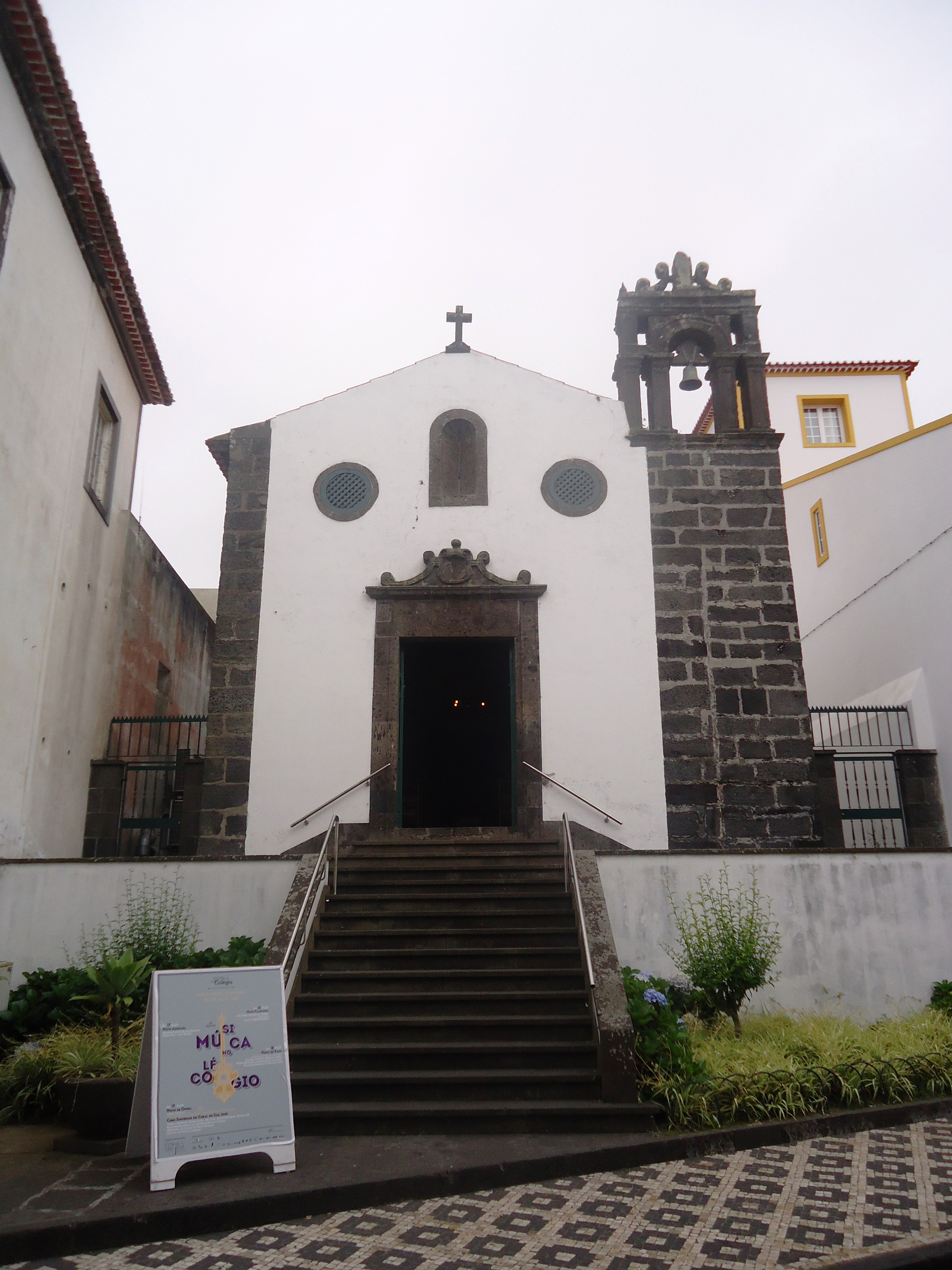
Capela de São Brás e Santa Luzia, Ponta Delgada, Açores.

A Capela de São Brás e Santa Luzia, também referida como Capela da Rua Machado dos Santos, localiza-se na freguesia da Matriz, na cidade e concelho de Ponta Delgada, na ilha de São Miguel, na Região Autónoma dos Açores, em Portugal.

## História
Sucedeu a primitiva ermida de São Brás, fundada na ponta de São Brás, onde veio a ser edificada a fortaleza de Ponta Delgada, e que recebeu essa evocação.
O primitivo templo, então demolido, foi reerguido em 1584 - data inscrita sobre a portada - nas primitivas ruas da Fonte Grande e Direita, hoje de Machado dos Santos. O templo possui igualmente a evocação de Santa Luzia, uma vez que possui uma capela de invocação desta santa.
O cronista Gaspar Frutuoso refere-se tanto à Ermida de São Brás quanto à de Santa Luzia nas "Saudades da Terra", afirmando que esta última ficava junto da fonte. Não obstante a edificação de um segundo templo, este continuou a pertencer ao Conselho de Guerra, conforme se deduz de um documento transcrito no "Arquivo dos Açores" (vol. V, p. 273).
Sempre que os bispos da Diocese de Angra ou os seus representantes vinham à cidade, visitavam este templo, fazendo as suas recomendações habituais. Nalgumas dessas cartas de visitação há importantes referências à disposição deste templo, como por exemplo, em 30 de outubro de 1674 aqui existiam três capelas, respectivamente sob a invocação de São Brás, de Santa Luzia e de Nossa Senhora dos Anjos. Este altar de Nossa Senhora dos Anjos já existia no ano de 1556, conforme se depreende do testamento de Maria Rodovalho, que deixava um legado com o fim de serem rezadas todas as semanas uma missa nesse mesmo altar. No ano de 1696, o vigário Simão da Costa Resende, visitando esta ermida, achou-a carecida de reparo, sobretudo o coro, as portas e o adro.